# Szahurunuwa

Mapa hetyckiej Anatolii i Syrii

Szahurunuwa (1 poł. XIII w. p.n.e.) – hetycki wicekról Karkemisz, syn i następca Pijassili. Rządził Karkemisz w czasach panowania króla hetyckiego Muwatalli II (ok. 1291-1272 p.n.e.). Mógł wziąć udział w bitwie pod Kadesz (ok. 1275 p.n.e.) w której siły hetyckie zmusiły do odwrotu armię egipską. Musiał też odpierać ataki asyryjskiego króla Adad-nirari I (1305-1274 p.n.e.).